# 有害關係
〈有害關係〉是美國創作歌手梅根·崔娜的歌曲，收錄在她於2022年發行的第五張主流廠牌錄音室專輯《重回佳音》。歌曲迎來泰迪·史威姆斯的客席獻聲。崔娜、史蒂芬·拉貝爾、阿傑·巴塔查亞和費德里科·文德弗共同創作了歌曲，而文德弗亦同時為歌曲的製作人。歌曲於2022年6月24日作為專輯的主打單曲發行。這是一首受到福音音乐影響的流行歌曲，歌曲關於與家人之間的有害關係，並嘗試與他們保持距離。
〈有害關係〉獲得音樂評論家的整體正面評價，包括讚賞它有意義的歌詞和文字遊戲。歌曲發行後登上美國Adult Top 40榜第15位和Adult Contemporary榜第25位，並打進加拿大和英國的數位歌曲銷量榜。〈有害關係〉的音樂錄影帶由湯姆·克爾執導，在錄影帶中，崔娜和史威姆斯置身在以全景影像形式製成的虛幻花朵間。他們於2022年登上數個電視節目演唱歌曲宣傳，包括《吉米·坎摩尔直播秀》和《詹姆斯·柯登深夜秀》。

## 背景
梅根·崔娜在2020年先後推出兩張主流廠牌錄音室專輯，分別是第三張錄音室專輯《善待自我》和第四張錄音室專輯《棉花糖聖誕》。她在創作前者期間陷入瓶頸，並在先發單曲反響未如理想後四次重新創作專輯，以「適應音樂行業的現狀」。2021年，在首張專輯的同名曲於TikTok取得病毒性人氣後，崔娜宣布將會以嘟·喔普聲音作為個人第五張主流廠牌專輯的主要風格，而懷孕的影響亦反映在作品上。2022年6月，她開始釋出〈有害關係〉的預告片段，作為專輯的主打單曲宣傳。崔娜透露這是關於一段有害關係的歌曲，並唱出「請別許下你做不到的承諾／你的好意卻對我造成傷痛／無論如何／我會永遠愛你」的歌詞。她在片段中以素顏出鏡，《Portal Popline》的萊昂納多羅查將其解讀為歌詞真誠的象徵。
〈有害關係〉在2022年6月24日作為單曲發行，歌曲迎來美國創作歌手泰迪·史威姆斯客席獻聲。三天後，史诗唱片將歌曲派往美國熱門成人當代電台播放。歌曲的原音樂版，以及分別由JTrain、Disco Lines和Zookëper重製的重混迷你專輯於2022年8月發行。

## 音樂與歌詞
〈有害關係〉總共3分33秒長。費德里科·文德弗負責歌曲的詞曲創作、製作、編程和工程。他亦在歌曲演奏鍵盤樂器、結他、貝斯和鋼琴。傑瑞米·因哈伯進行歌曲的混音工作，而蘭迪·美林則在紐約市的傑出之聲處理母帶。崔娜與史蒂芬·拉貝爾和阿傑·巴塔查亞均參與了歌曲的創作，二人都是首次與崔娜合作。
在音樂風格上，〈有害關係〉是一首受到福音音乐影響的流行歌曲，《人物》的傑夫·尼爾森形容歌曲為「悲傷女孩流行曲」。歌曲的伴奏包括鋼琴與六弦原聲吉他。歌曲的主題來自崔娜的親身經歷。她表示：「有害關係可能來自你的家庭，你可以遠離他們，這很糟糕卻是可行的。」達洛·薩巴拉建議崔娜與史威姆斯以二重唱形式演唱歌曲，而史威姆斯正是崔娜渴望合作多時的對象。作為巴塔查亞和拉貝爾朋友的史威姆斯答應這個邀情，表示：「我很榮幸能夠參與其中」，他們在一週後於崔娜的自家錄音室錄製了歌曲。崔娜認為〈有害關係〉比起自己其他歌曲更加私密，因為它牽涉到另一個人，她拒絕透露寫進歌曲裡的人的身分，但否認了是她的兄長萊恩。

## 反響
《American Songwriter》的傑克·烏伊蒂將〈有害關係〉列入該雜誌每週發布的最佳新發行音樂榜單：「（這首歌）是傑出詞曲作家的一首強力流行傑作」。他補充指這首歌「展示出她在填詞和文字遊戲方面的訣竅，並提供了她作為2020年代最受歡迎的流行藝術家之一的另一個原因」。《PopMatters》彼得·皮亞考斯基指歌曲為崔娜於《重回佳音》（2022年）探究她「多謀的才能之池」，以創造出更有意義的事物的歌曲例子之一：「（它）是激動人心的動人福音讚美詩，是一首流行傑作」。他亦讚賞她和史威姆斯之間的聲樂化學作用，以及歌曲的受傷歌詞。《Riff》的派珀·韋斯特倫認為〈有害關係〉是專輯中最強力的歌曲，並偏離大眾對崔娜的預想，提供了一個「有別於傳統的有害浪漫關係角度」的視角。《Stereogum》的雷切爾·布羅德斯基給予歌曲負面評價：「我認為（崔娜）無論在任何層面都令人尷尬和感覺膩煩」，並批評崔娜在訪問中指歌曲為自己的愛黛兒時刻的做法。
在商業成績上，〈有害關係〉打進美國的《Billboard》 Adult Contemporary榜第25位。歌曲亦最高登上美國Adult Top 40榜第15位，以及加拿大數位歌曲銷量榜第32位。在紐西蘭，歌曲打進熱門單曲榜第19位。〈有害關係〉亦最高登上英國單曲下載榜第57位。

## 宣傳活動
〈有害關係〉的音樂錄影帶由湯姆·克爾執導，於歌曲發行當天一同發布。在錄影帶中，崔娜和史威姆斯置身在以全景影像形式製成的虛幻花朵間，《American Songwriter》的蒂娜·貝尼特斯-伊夫斯將其解釋為歌曲歌詞中關於擺脫有害關係的例證。2022年6月24日，崔娜與在史威姆斯登上《吉米·坎摩尔直播秀》首次現唱演唱〈有害關係〉。2022年8月24日，他們在《詹姆斯·柯登深夜秀》上演唱了歌曲。2022年10月21日，崔娜在《今天》演唱歌曲。

## 製作名單
資料來自專輯《重回佳音》內頁。
- 費德里科·文德弗（英语：Federico Vindver） – 製作、詞曲創作、編程、工程、鍵盤、結他、貝斯、鋼琴
- 梅根·崔娜 – 詞曲創作
- 阿傑·巴塔查亞（英语：Stint (producer)） – 詞曲創作
- 史蒂芬·拉貝爾（英语：Wrabel） – 詞曲創作
- 蘭迪·美林 – 母帶處理
- 傑瑞米·因哈伯 – 混音

## 榜單排名
| 榜單（2022年）                         | 最高 位置 |
| -------------------------------------- | --------- |
| 加拿大（《告示牌》數位歌曲銷量榜）     | 32        |
| 紐西蘭（新西兰唱片音乐协会熱門單曲榜） | 19        |
| 英國（官方榜單公司下載榜）             | 57        |
| 美國（《告示牌》成人當代單曲榜）       | 25        |
| 美國（《告示牌》Adult Pop Airplay）    | 15        |

## 發行歷史
| 地區 | 日期          | 形式              | 版本     | 廠牌 | 來源   |
| ---- | ------------- | ----------------- | -------- | ---- | ------ |
| 多國 | 2022年6月24日 | 線上下載 串流媒體 | 原版     | 史詩 | [ 32 ] |
| 美國 | 2022年6月27日 | 熱門成人當代      | 原版     | 史詩 | [ 11 ] |
| 多國 | 2022年8月15日 | 線上下載 串流媒體 | 原音樂版 | 史詩 | [ 12 ] |
| 多國 | 2022年8月26日 | 線上下載 串流媒體 | 重混版   | 史詩 | [ 13 ] |

## 資料來源
1. ↑  台灣索尼音樂 Sony Music Taiwan. . YouTube. 2022-07-12  [2023-01-25]. （原始内容存档于2023-01-25）.
2. ↑  Rowley, Glenn. . Billboard. 2020-10-07  [2020-10-23]. （原始内容存档于2020-10-28）.
3. ↑  Feeney, Nolan. . Billboard. 2020-01-14  [2020-10-23]. （原始内容存档于2020-04-04）.
4. ↑  Jones, Brian. . Pop Culture. 2022-05-12  [2022-06-16]. （原始内容存档于2022-06-19）.
5. ↑  Dee, Erika. . Music Times. 2022-06-15  [2022-06-16]. （原始内容存档于2022-06-19）.
6. ↑  Rocha, Leonardo. . Portal Popline. 2022-06-15  [2022-06-16]. （原始内容存档于2022-06-16）.
7. ↑  . Terra. 2022-06-16  [2022-06-16]. （原始内容存档于2022-06-16）.
8. ↑  . KQMV. 2022-06-09  [2022-06-17]. （原始内容存档于2022-06-19）.
9. ↑  . KSTP-FM. 2022-06-09  [2022-06-16]. （原始内容存档于2022-06-09）.
10. ↑  @Meghan_Trainor.  (推文). 2022-06-17  [2022-06-17] –Twitter.
11. 1 2  . All Access Music Group.   [2022-06-21]. （原始内容存档于2022-06-21）.
12. 1 2  . Amazon.   [2022-09-24]. （原始内容存档于2023-12-05）.
13. 1 2  . Amazon.   [2022-09-24]. （原始内容存档于2023-12-05）.
14. ↑  . Apple Music (US).   [2022-11-08]. （原始内容存档于2022-11-08）.
15. 1 2  Epic Records.  (音像媒体说明). Meghan Trainor. 2022.
16. 1 2  Mier, Tomás. . Rolling Stone. 2022-06-22  [2022-06-22]. （原始内容存档于2022-06-22）.
17. 1 2  Nelson, Jeff. . People. 2022-06-24  [2022-06-24]. （原始内容存档于2022-06-24）.
18. 1 2  Brodsky, Rachel. . Stereogum. 2022-06-27  [2022-11-08]. （原始内容存档于2022-11-08）.
19. 1 2  Uitti, Jacob. . American Songwriter（英语：American Songwriter）. 2022-08-16  [2022-11-08]. （原始内容存档于2022-11-08）.
20. ↑  Uitti, Jacob. . American Songwriter（英语：American Songwriter）. 2022-06-24  [2022-06-24]. （原始内容存档于2023-01-25）.
21. ↑  Piatkowski, Peter. . PopMatters. 2022-11-14  [2022-11-19]. （原始内容存档于2022-11-19）.
22. ↑  Westrom, Piper. . Riff. 2022-10-31  [2022-11-08]. （原始内容存档于2022-11-08）.
23. 1 2   "Meghan Trainor Chart History (Adult Contemporary)". Billboard.  [2022-09-27].（英語）.
24. 1 2  "Meghan Trainor Chart History (Adult Pop Songs)". Billboard.   [2022-08-30].（英語）.
25. 1 2  . Billboard.   [2022-07-06]. （原始内容存档于2020-03-25）.
26. 1 2  . Recorded Music NZ. 2022-07-04  [2022-07-02]. （原始内容存档于2022-07-01）.
27. 1 2  . Official Charts Company.   [2022-07-02]. （原始内容存档于2022-10-19）.
28. 1 2  Benitez-Eves, Tina. . American Songwriter（英语：American Songwriter）. 2022-06-24  [2022-06-24]. （原始内容存档于2022-06-24）.
29. ↑  Wert, Nicole. . Parade（英语：Parade (magazine)）. 2022-08-23  [2022-11-08]. （原始内容存档于2022-12-06）.
30. ↑  . United Press International. 2022-08-24  [2022-11-08]. （原始内容存档于2022-08-24）.
31. ↑  . Today. 2022-10-21  [2022-11-08]. （原始内容存档于2022-11-07）.
32. ↑  . Amazon.   [2022-06-24]. （原始内容存档于2022-06-24）.